# McArthur (Ohio)
McArthur é uma vila localizada no estado norte-americano de Ohio, no Condado de Vinton.

## Demografia
Segundo o censo norte-americano de 2000, a sua população era de 1888 habitantes.
Em 2006, foi estimada uma população de 2050, um aumento de 162 (8.6%).

## Geografia
De acordo com o United States Census Bureau tem uma área de
3,5 km², dos quais 3,5 km² cobertos por terra e 0,0 km² cobertos por água. McArthur localiza-se a aproximadamente 211 m acima do nível do mar.

## Localidades na vizinhança
O diagrama seguinte representa as localidades num raio de 24 km ao redor de McArthur.